# Izonefa
Izonefa - linia na mapie klimatycznej łącząca punkty o jednakowym przeciętnym stopniu zachmurzenia w określonym czasie.